# Езици в Европейския съюз
Езиците в Европейския съюз са езици, използвани от хора на територията на Европейския съюз. Включват двадесет и четирите официални езика на съюза, както и някои други.
Най-говоримият език в ЕС е английският, който е разбран от 51% от хората, докато немският е най-говоримият език, който се говори от близо 18%. Всички 24 официални езика на ЕС са признати като „работещи езици“, но на практика най-често се използват само два: английският и френският. Френският е официален език на трите градове, които са центрове на съюза: Брюксел (Белгия), Страсбург (Франция) и Люксембург(Люксембург).
Каталонският, галисийският и баският са регионални езици и не са официални в Европейския съюз.

## Официални езици в ЕС
Считано от 1 юли 2013 г., официалните езици на Европейския съюз са:
| Език         | Официален в                                              | Година |
| ------------ | -------------------------------------------------------- | ------ |
| български    | България                                                 | 2007   |
| хърватски    | Хърватия                                                 | 2013   |
| чешки        | Чехия                                                    | 2004   |
| датски       | Дания                                                    | 1973   |
| нидерландски | Белгия Нидерландия                                       | 1958   |
| английски    | Ирландия Малта Великобритания Гибралтар (Великобритания) | 1973   |
| естонски     | Естония                                                  | 2004   |
| фински       | Финландия                                                | 1995   |
| френски      | Белгия Франция Люксембург                                | 1958   |
| немски       | Австрия Белгия Германия Люксембург                       | 1958   |
| гръцки       | Кипър Гърция                                             | 1981   |
| унгарски     | Унгария                                                  | 2004   |
| ирландски    | Ирландия Великобритания                                  | 2007   |
| италиански   | Италия                                                   | 1958   |
| латвийски    | Латвия                                                   | 2004   |
| литовски     | Литва                                                    | 2004   |
| малтийски    | Малта                                                    | 2004   |
| полски       | Полша                                                    | 2004   |
| португалски  | Португалия                                               | 1986   |
| румънски     | Румъния                                                  | 2007   |
| словашки     | Словакия                                                 | 2004   |
| словенски    | Словения                                                 | 2004   |
| испански     | Испания                                                  | 1986   |
| шведски      | Швеция                                                   | 1995   |

Историческият латински език е считан за неутрален и за това се използва и в химна на Европа.
Броят на страните-членки надвишава броя на официалните езици, тъй като няколко национални езика се говорят в две или повече държави. Датският, английският, френският, немският, гръцкият и шведският са официални езици на национално ниво в няколко държави (виж таблицата по-горе). В допълнение, хърватският, чешкият, датският, унгарският, ирландският, италианският, словашкият и словенският са официални езици на в някои държави на ЕС, но на регионално ниво.
Освен това не всички национални езици имат статут на официален език в ЕС, например люксембургският, официален в Люксембург от 1984 г., и турският, един от официалните в Кипър.

### Езикови семейства
По-голямата част от европейските езици принадлежат към семейството на индоевропейските езици, като трите основни подсемейства са: славянски, германски и романски. Славянските езици (български, хърватски, чешки, полски, словашки и словенски) са предимно в Централна Европа и на Балканите. Германските езици (датски, нидерландски, английски, немски и шведски) се говорят в централните и северните части на Европа. Романските езици (включващи италиански, френски, португалски, испански и румънски) се говорят в западните и южните части. Балтийските (латвийски и литовски) и келтските езици, както и гръцкият, са също индоевропейски езици.
Извън това езиково семейство, естонският, финският и унгарският принадлежат на угро-финските езици, а малтийският - към афро-азиатските. Баският, чийто корени не са неизвестни, има официален статут в Испания, но не е официален език в ЕС.

#### Азбуки
Повечето официални европейски езици използват латинската азбука. Две изключения са българският език, който използва кирилицата, и гръцкият език, който използва гръцката азбука. С присъединяването на България към ЕС на 1 януари 2007, кирилицата става третата официална азбука в съюза, след латинската и гръцката.

#### Близки езици
Поради тясната прилика между хърватския, сръбския, босненския и черногорския, които са взаимно разбираеми като чешкия и словашкия, се предлага само един от тези езици да стане официален в ЕС, вместо четири отделни, за да се спестят средства по превода. В преговорите с Хърватия се решава, че хърватският ще стане официален език.